# Robert Hayes Gore
Robert Hayes Gore (ur. 1886, zm. 1972) – amerykański polityk, w latach 1933–1934 gubernator Portoryko, znajdującego się wówczas pod administracją kolonialną Stanów Zjednoczonych.

## Życiorys
Urodził się w 1886 roku.
Sprawował urząd gubernatora Portoryko od lipca 1933, kiedy to zastąpił na stanowisku James R. Beverley’ego, przez kilkanaście miesięcy roku do stycznia 1934. Jego następcą został Benjamin Jason Horton. Zarówno poprzednik jak i następca Gore’a sprawowali swój urząd tymczasowo.
Zmarł w 1972 roku.